# Fritz Windgassen
Fritz Windgassen (Lennep, barrio de Remscheid, Renania del Norte-Westfalia, 9 de febrero de 1883 - Murnau am Staffelsee, Baviera, 17 de abril de 1963) fue un tenor alemán.
Siguiendo los deseos de su familia, inició una carrera en la marina de guerra alemana. Cuando el Almirante Enrique de Prusia alabó sus habilidades como cantante, decidió dedicarse profesionalmente al canto. Estudió en Hamburgo, donde debutó en 1909 como Manrico en Il trovatore.  Posteriormente cantó en Bremen y en Kassel, donde conoció a la soprano coloratura Vali von der Osten (1882-1923), con la que se casó en 1916. De 1923 a 1945 fue miembro de la Ópera Estatal de Stuttgart. Desde 1919 se concentró en los papeles de Heldentenor, y llegó a ser un notable cantante wagneriano. Participó en varios estrenos, destacando el de Die Brautwahl, de Ferruccio Busoni, en Hamburgo (1912).
También fue muy apreciado en concierto y como cantante de lied. Se despidió de su carrera como cantante con un concierto en Stuttgart, en 1949, con canciones de Gustav Mahler, Richard Strauss, Hugo Wolf y otros. Tras retirarse dio clases en la Hochschule für Musik de Stuttgart, donde tuvo como alumno, entre otros, al bajo Gottlob Frick.
Su hijo, Wolfgang Windgassen fue uno de los más celebrados tenores wagnerianos del siglo XX.